# Cryphia distincta
Cryphia distincta är en fjärilsart som beskrevs av Hugo Theodor Christoph 1887. Cryphia distincta ingår i släktet Cryphia och familjen nattflyn. Inga underarter finns listade i Catalogue of Life.